# Mahsà Aminí
Jinà Aminí (sorani: ژینا ئەمینی), anomenada Mahsà Aminí en persa (persa: مهسا امینی, Mahsâ Amini) (Sakkiz, 22 de juliol de 2000 - Teheran, 16 de setembre de 2022), va ser una jove kurda que va ser arrestada i torturada fins a la mort per la Patrulla d'Orientació de la policia iraniana, després que el hijab que duia no li tapés íntegrament els cabells. La detenció es va fer segons la guia islàmica de la policia, però després de dues hores, a causa d'una forta pallissa al cap i una gran por causada pel comportament dels agents, va patir un atac cerebral i cardíac i va entrar en coma. És una de les víctimes més famoses de la violència masclista a l'Iran. També es considera que va morir per violència estatal.

## Origen
Aminí va néixer el 22 de juliol de 2000 a Sakkiz, ciutat de la província del Kurdistan de la República Islàmica de l'Iran. Criada per una família intel·lectual d'ètnia kurda, va viure en un territori on la seva població havia patit algun dels pitjors efectes de la repressió dels governs iranians per la seva condició ètnica.

## Detenció i mort
Amb vint-i-dos anys va ser arrestada per agents de la policia de la moralitat cap a les 6 del vespre del dimarts 13 de setembre de 2022, prop de l'estació de metro de Shahid Haqqani, situada a l'autopista Shahid Haqqani de Teheran, mentre estava amb el seu germà. Després que el seu germà Kiaresh Aminí protestés, li van dir a ell que la portarien al centre de detenció per a una «classe informativa» i que seria alliberada en una hora. Però alguna cosa anòmala va passar i va ser traslladada d'urgència en ambulància a l'hospital de Kesra. Els familiars van denunciar que la policia havia apallissat la noia tant a la furgoneta com a la comissaria.
Després de dos dies en coma, la seva lluita per la vida a l'hospital va desfermar els sentiments de la ciutadania i va tornar a provocar la protesta de gent contra la policia de la moral iraniana i la llei del hijab. El 16 de setembre va morir a la unitat de cures intensives de l'hospital, segons va informar l'agència de notícies semioficial Fars.

## Reaccions

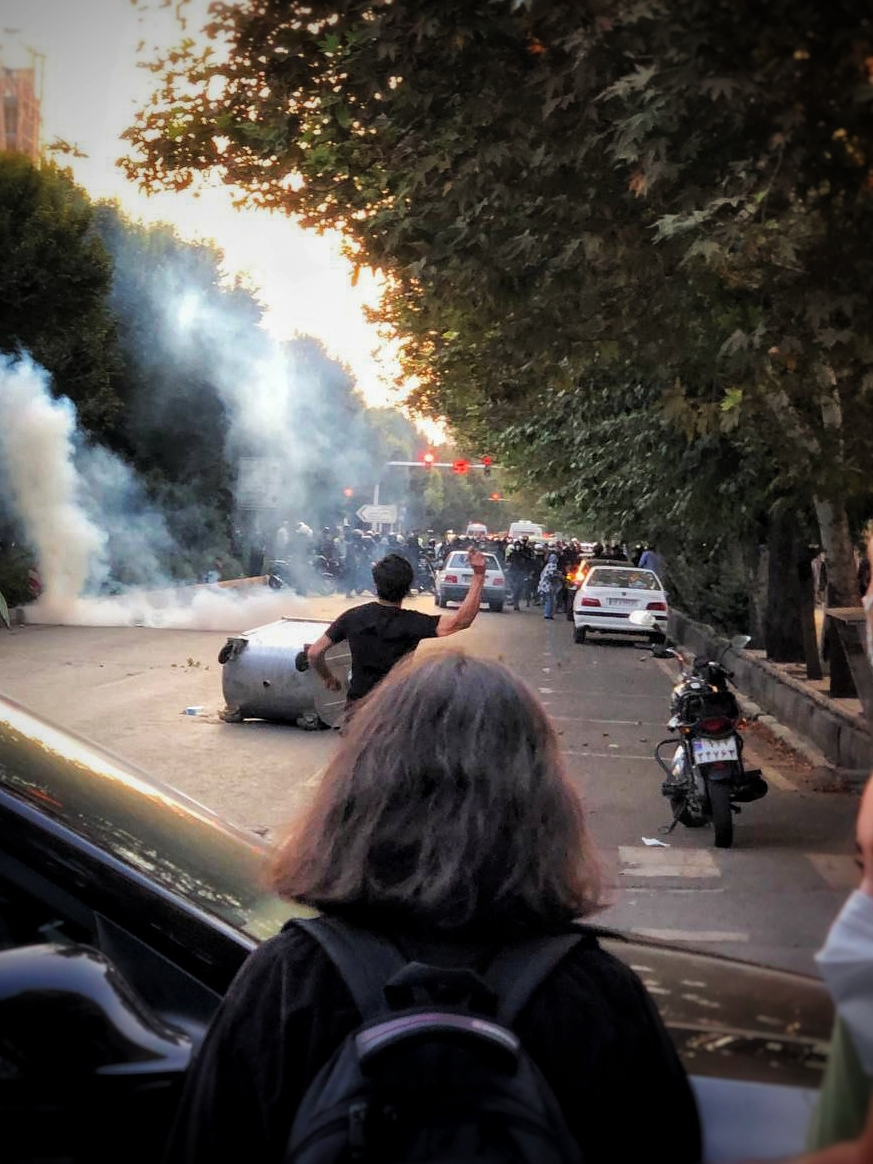
Manifestació al Bulevard Keshavarz a Teheran, al setembre del 2022, arran de la mort de Mahsà Aminí

Després de la seva mort, persones de diferents ciutats, inclosa la capital Teheran i la seva ciutat natal Sakkiz, van sortir al carrer i van corejar proclames contra el govern iranià. Aquestes manifestacions van ser reprimides per les forces policials especials de l'Iran. Malgrat tot, les manifestacions van continuar diverses setmanes fins a convertir-se en una protesta transversal, que va provocar, segons la Iran Humans Rights, 185 morts.
Amnistia Internacional va sol·licitar una investigació penal a l'Iran sobre la sospitosa mort d'Aminí. Segons aquesta organització, «tots els oficials i funcionaris responsables» en aquell cas s'havien de portar davant la justícia i «les condicions que han conduït a la seva mort sospitosa, que inclouen tortura i altres maltractaments al centre de detenció, s'han d'investigar penalment». La víctima va rebre suport a través de les xarxes de diverses celebritats, com ara Omid Memorian, Javad Safaee Hichkas, Leah Remini, Asaad Sam Hanna o Ali Karimi. Així mateix, l'activista iraniana Shima Babaei va manifestar que «la trista veritat és que les dones iranianes estem en guerra amb la República Islàmica cada dia quan sortim de casa, tot i que no ho sapiguem. La veritat és que el nostre país està ocupat, i que hem d’unir-nos i estar juntes perquè cap més sigui una víctima».